# Johan Söderlind
Johan Söderlind, född 14 november 1866 i Själevads församling, Västernorrlands län, död 8 februari 1951 i Bollnäs, var en svensk präst. Han var bror till prästen Per Söderlind och farfar till Maj Reinhammar.
Han var son till sågverksarbetaren Johan Söderlind och Kajsa-Greta Johansdotter Boman. Han blev teologie kandidat vid Uppsala universitet 1892, prästvigdes 1893 samt blev teologie doktor 1917. Han var komminister i Skellefteå landsförsamling från 1904, kyrkoherde i Bollnäs 1925–1941, kontraktsprost 1933 och emeritus 1942.
Han var kyrkomötesledamot 1920, ordförande i kommununalstämman 1908, i kommunalfullmäktige 1919, preses vid prästmötet i Luleå stift 1927, ledamot av prästerskapets änke- och pupillkassas bolagsstämma 1913–1922, inspektor för Bollnäs realskola 1930, ordförande i skolråd och kyrkofullmäktige 1932. Han skrev Förkunnelsen inom vår svenska kyrka, Bollnäs kyrka, Bibelstudium över profeten Samuel¨samt utgav tal och predikningar.
År 1904 gifte han sig med Valborg Lindberg (1879–1941), dotter till handlanden Per Lindberg och Hulda Strömberg. De fick barnen Ingrid Wallman (1905–2001), Eric Söderlind (1906–1956), Greta Söderlind (1908–2004), Martin Söderlind (1909–1996), Stefan Söderlind (1911–2003), Brita Edsman (1912–1994), Ruth Walldén (1917–2008) och Johannes Söderlind (1918–2001).